# 从性遗传
从性遗传（英語：sex-influenced inheritance）又称性控（sex-conditioned）遗传，是指由常染色体上基因控制的從性性状，在表现型上受个体性别影响的现象。人類脫髮即屬此類性狀。此現象與性聯遺傳不同，因為控制性聯性狀的基因是在性染色體上。

## 相关疾病
- 原发性血色病